# トレーチャー

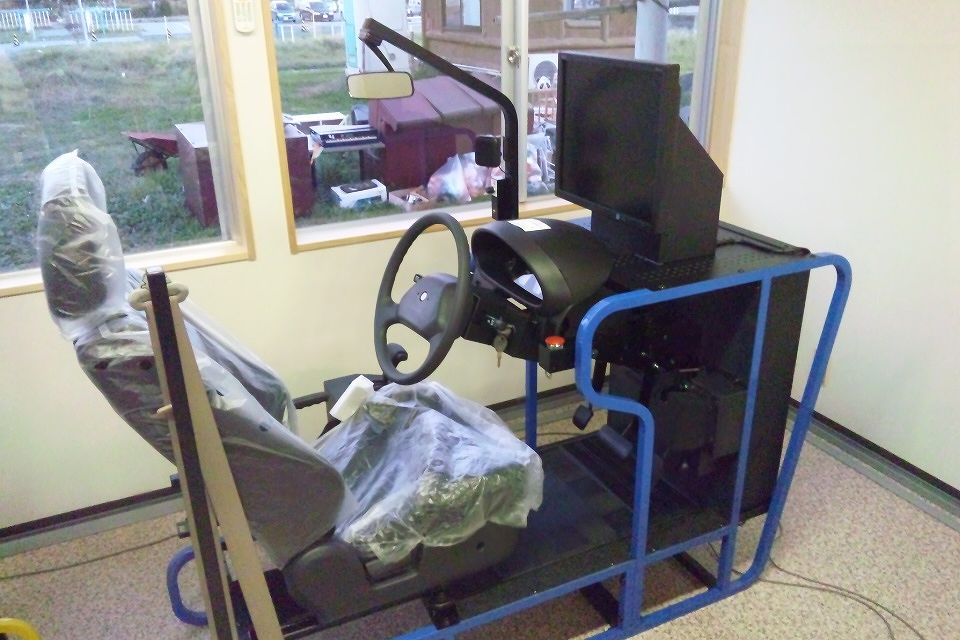
新潟通信機 NT-051

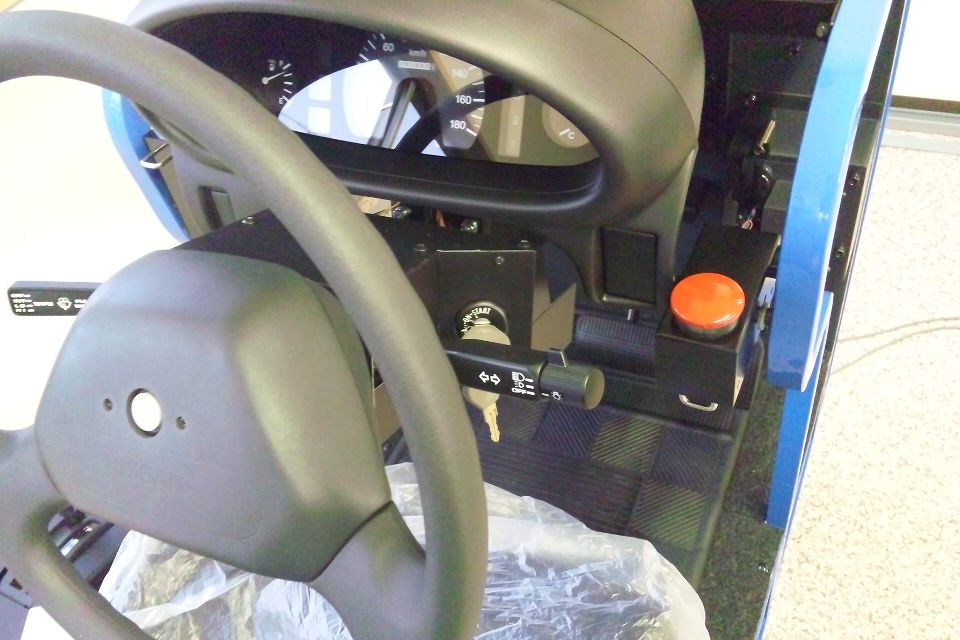
NT-051 反応スイッチ部分

トレーチャーとは、都道府県公安委員会の指定自動車教習所における普通自動車運転免許技能教習の第一段階1時限目に、自動車の運転装置の操作手順を学ぶ為のシミュレーター装置である。
技能教習の中盤で用いるドライビングシミュレーターとは異なる機材である。
警察庁ではドライビングシミュレーターと一括りで「模擬運転装置」とされている。
三菱プレシジョンでは「自動車運転教育シミュレーター」と称し、新潟通信機では警察庁と同じ「模擬運転装置」である。
届出自動車教習所や指定外自動車教習所（運転練習所）では導入されていない事が多く、その場合は最初から教習車に乗り込むことになる。

## 装置の概要
普通自動車運転免許用の機材は、アーケードゲームのドライビングゲーム（レースゲームなど）機種の運転席（コックピット）とほぼ同じ容姿・形態である。
運転席には、ステアリング、サイドブレーキレバー、アクセルペダル、ブレーキペダル、クラッチペダル（マニュアル車のみ）、シフトレバー、イグニッションキー、シートベルトなど、実際の乗用車と同じ装備が同じ位置（右ハンドル）にある。機種によっては、ドアなどが装備されている。
操作に応じて走行音がしたり、スピードメーターが振れたりするものもある。

### ビデオ再生型
旧式（1990年代前半）の装置では、運転席前方のモニターに、DVDビデオやレーザーディスクの映像で、乗車からエンジンを始動させ（座席調整・ペダルやステアリング位置の確認、シフトレバーやパーキングブレーキの位置説明の後、イグニッションキーを始動の位置に回す）、エンジンを切る所までの解説が流れ、その指示に沿って実際に講習者が操作を行い、学習するものとなっている。
基本的に走行している様子が画面に表示されたりする訳ではなく、画面はあくまで操作方法を指導する為にのみ搭載されている。

### コンピュータ型
現在市販されている三菱プレシジョンの「DS-2000」という機種では、同社製ドライビングシミュレーターと同等にクライアントPCが搭載され、CGと動画を併用した映像で解説を行う。システムが講習者の操作を検知し、正しい方法を機種毎に画面上でレクチャーさせることが可能である。
この機種は簡易ドライブシミュレーターとして、運転適正判断に関わる安全運転シミュレーション（市街地走行で危険予測度をスコアリングする）としても利用可能であり、サーバーPCに運転結果を記録することが出来る。
技能講習第二段階の『危険を予測した運転』や、免許取得後の高齢者運転講習・ペーパードライバー向け講習などにも用いられる。過去に新潟通信機が発売していたNT-971CGという機種もこれに当てはまる。

## 製造メーカー
- 新潟通信機株式会社（ビデオ再生型）
- 三菱プレシジョン　（コンピュータ型）
- 新明和工業（ビデオ再生型。1990年代に撤退）